# Dongfang (havenstad)
Dongfang is een havenstad op het eiland Hainan, in China. De stad is in het westen gelegen van het eiland en ligt aan de spoorlijn die het met de hoofdstad Haikou verbindt. Dongfang kende in 1999 zo'n 78.000 inwoners, het geschatte inwonersaantal van 2006 is 90.000.